# Thermal conductivity detector
De thermal conductivity detector (TCD) is een algemene detector die veel gebruikt wordt in gaschromatografie. Deze detector neemt veranderingen waar in de thermische geleidbaarheid van het gas dat uit de kolom van de gaschromatograaf (GC) komt. Deze geleidbaarheid wordt vergeleken met een referentiestroom van het gebruikte draaggas. Omdat de meeste stoffen een geleidbaarheid hebben die veel lager is dan die van de veel gebruikte draaggassen helium en waterstof wordt bij het passeren van een ander component uit de kolom de geleidbaarheid verlaagd en levert dit een waarneembaar verschilsignaal op

## Principe
De TCD bestaat uit een elektrisch verwarmde vezel in een cel met constante temperatuur. Normaal gesproken is er een stabiele warmtestroom van de vezel naar een detector. Als er een component uit de kolom van de GC komt, verandert de thermische geleidbaarheid. De warmtecapaciteit van een gas is direct afhankelijk van het aantal atomen in de moleculen van het gas. Hoe meer atomen, hoe groter de warmtecapaciteit. Een grotere warmtecapaciteit van het langsstromende gas leidt tot een grotere warmteafvoer. De detector koelt af. De weerstand van deze detector is temperatuurafhankelijk en verandert dus ook. Deze verandering van weerstand wordt meestal waargenomen met behulp van een Brug van Wheatstone die een meetbare verandering in spanning veroorzaakt.

## Toepassing
Omdat alle componenten, wel of niet organisch, een andere thermische weerstand hebben, kunnen alle componenten door deze detector worden waargenomen. De TCD wordt om deze reden dan ook vaak een universele detector genoemd.
De TCD is dan ook een goede detector om een verkennende analyse te doen van een onbekend monster. Als in meer detail naar een (deel van) de componenten moet worden gekeken kan dit bijvoorbeeld worden gedaan met een vlamionisatiedetector (FID), als de te analyseren componenten dat toelaten.
Bij het analyseren van niet of moeilijk te ioniseren gassen (argon, zuurstof, stikstof, kooldioxide) wordt ook gebruikgemaakt van de TCD omdat deze door de FID niet waargenomen kunnen worden.
Het grote voordeel van de TCD is het feit dat de detectiemethode niet destructief is: het monster is na verlaten van de detector beschikbaar voor een andere analysemethode. Dit voordeel wordt vooral uitgebuit in de GC-MS: het goede scheidingsvermogen van de gaschromatograaf wordt gecombineerd met het analytische vermogen van de massaspectrometrie. Hoewel bewerkelijk, is het mogelijk kleine hoeveelheden van reactieproducten met behulp van gaschromatografie te zuiveren en vervolgens de verschillende fracties na scheiding en detectie met de TCD, apart op te vangen.

## Schema
| Een schema van een conventioneel TCD ontwerp dat gebruikmaakt van een brug van Wheatstone. De stroom van referentiegas over weerstand 4 van het circuit compenseert voor variaties in doorstroming en temperatuur. Veranderingen in de warmtecapaciteit van het te analyseren sample over weerstand 3 zorgen ervoor dat de temperatuur van deze weerstand verandert, en daarmee ook zijn weerstandswaarde. Deze veranderende weerstand is wat er feitelijk gemeten wordt, en dus afhankelijk van de gassamenstelling. | TCD Schema | Ruimtelijke weergave. Het grijze blok staat voor het metaal dat als temperatuurbuffer dienstdoet. De twee gloeidraden in het midden van de meter zijn duidelijk te zien. |